# Răchitașu
Răchitașu – wieś w Rumunii, w okręgu Vrancea, w gminie Andreiașu de Jos. W 2011 roku liczyła 572
mieszkańców.